# یواس‌اس نماد (ای‌ام-۱۲۳)
یواس‌اس نماد (ای‌ام-۱۲۳) (به انگلیسی: USS Symbol (AM-123)) یک کشتی است که طول آن ۲۲۱ فوت ۳ اینچ (۶۷٫۴۴ متر) می‌باشد. این کشتی در سال ۱۹۴۲ ساخته شد.